# Diamond Springs
Diamond Springs es un lugar designado por el censo ubicado en el condado de El Dorado en el estado estadounidense de California. En el año 2000 tenía una población de 4,888 habitantes y una densidad poblacional de 315.4 personas por km².

## Geografía
Diamond Springs se encuentra ubicado en las coordenadas 38°41′N 120°48′O / 38.683, -120.800. Según la Oficina del Censo, la ciudad tiene un área total de 15,5 km² (6 mi²), de la cual 15,4 km² (5,9 mi²) es tierra y 0,1 km² (0 mi²) (0.67%) es agua.

## Demografía
Según la Oficina del Censo en 2000 los ingresos medios por hogar en la localidad eran de $36,449, y los ingresos medios por familia eran $40,833. Los hombres tenían unos ingresos medios de $35,844 frente a los $26,500 para las mujeres. La renta per cápita para la localidad era de $19,466. Alrededor del 10.7% de la población estaban por debajo del umbral de pobreza.